# 김준원 (1888년)
김준원(金埈元, 1888년 9월 18일 조선 한성부 출생 ~ 1969년 1월 1일 대한민국 서울에서 별세.)은 일제강점기와 대한민국의 군인이다. 본관은 경주(慶州)이고 대한민국 공군의 초대 참모총장을 지낸 김정렬과 대한민국 공군의 창설 인사 가운데 한 사람인 김영환의 아버지이다.

## 학력
- 일본 육군사관학교 26기 졸업
- 대한민국 육군사관학교 특2기 졸업
- 대한민국 통위부 보병학교 졸업
- 대한민국 조선경비보병학교 졸업
- 대한민국 육군보병학교 졸업
- 대한민국 육군포병학교 졸업

## 생애
출신지는 한성부이다. 형인 김기원은 일본육군사관학교를 제15기로 졸업한 대한제국의 무관이었다. 김준원도 일본에 유학하여 1914년에 일본육사를 제26기로 졸업 했다.
이후 일본군 장교가 되어 1923년에 일본 육군 보병 대위에 올랐다. 태평양 전쟁 종전 후에 대한민국 국군이 창설될 때 참여하여 1949년에 육군 소령이 되면서 김정렬과 함께 국군에서 복무했다.
한국 전쟁이 발발한 1950년에는 경남지구 병사구사령부 참모장을 역임하였으며, 이듬해 101사단 102연대장을 지냈다. 1952년에 경남 병사구 사령관, 1953년에는 서울지구 민사부장에 올랐다. 1954년에 경남 병사구 사령관에 임명되었고, 육군 준장으로 진급한 뒤 예비역에 편입되었다.
2008년 민족문제연구소가 정리한 친일인명사전 수록예정자 명단 중 군 부문에 형 김기원, 아들 김정렬과 함께 선정되었다.

## 같이 보기
- 일본육군사관학교
- 김기원
- 김정렬

## 참고 자료
- 김준원(金埈元) - 국사편찬위원회